# STS-101
STS-101, voluit Space Transportation System-101, was een spaceshuttlemissie van de Atlantis naar het Internationaal ruimtestation ISS. Tijdens de missie werd het ruimtestation opnieuw bevoorraad. 

## Bemanning
| Positie            | Lancering                        | Landing                          |                                  |
| ------------------ | -------------------------------- | -------------------------------- | -------------------------------- |
| Bevelhebber        | James Halsell 5e ruimtevlucht    | James Halsell 5e ruimtevlucht    |                                  |
| Piloot             | Scott Horowitz 3e ruimtevlucht   | Scott Horowitz 3e ruimtevlucht   |                                  |
| Missiespecialist 1 | Mary Weber 2e ruimtevlucht       | Mary Weber 2e ruimtevlucht       |                                  |
| Missiespecialist 2 | Jeffrey Williams 1e ruimtevlucht | Jeffrey Williams 1e ruimtevlucht | Jeffrey Williams 1e ruimtevlucht |
| Missiespecialist 3 | James Voss 4e ruimtevlucht       | James Voss 4e ruimtevlucht       | James Voss 4e ruimtevlucht       |
| Missiespecialist 4 | Susan Helms 4e ruimtevlucht      | Susan Helms 4e ruimtevlucht      | Susan Helms 4e ruimtevlucht      |
| Missiespecialist 5 | Joeri Oesatsjov 3e ruimtevlucht  | Joeri Oesatsjov 3e ruimtevlucht  | Joeri Oesatsjov 3e ruimtevlucht  |

## Media

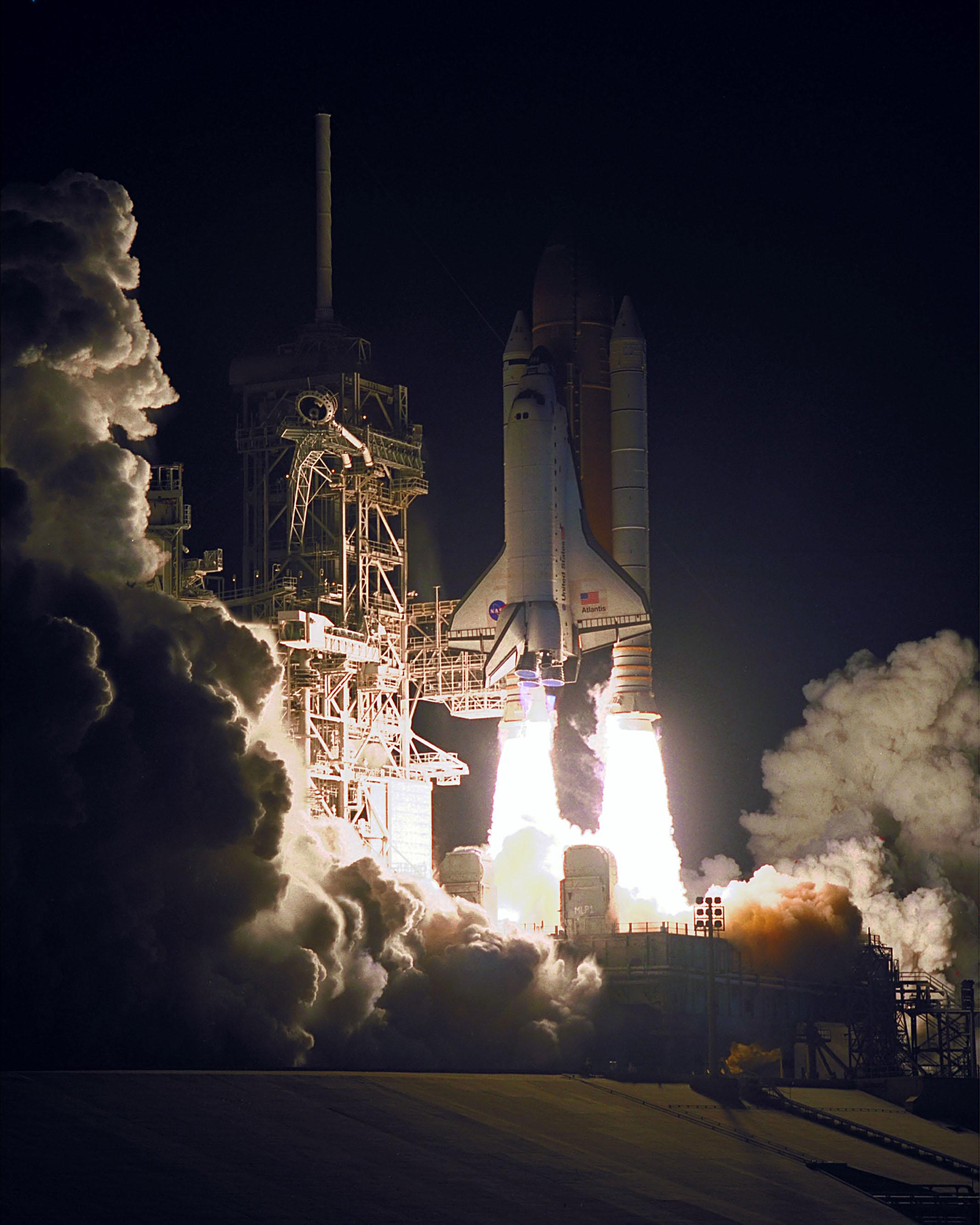
Lancering
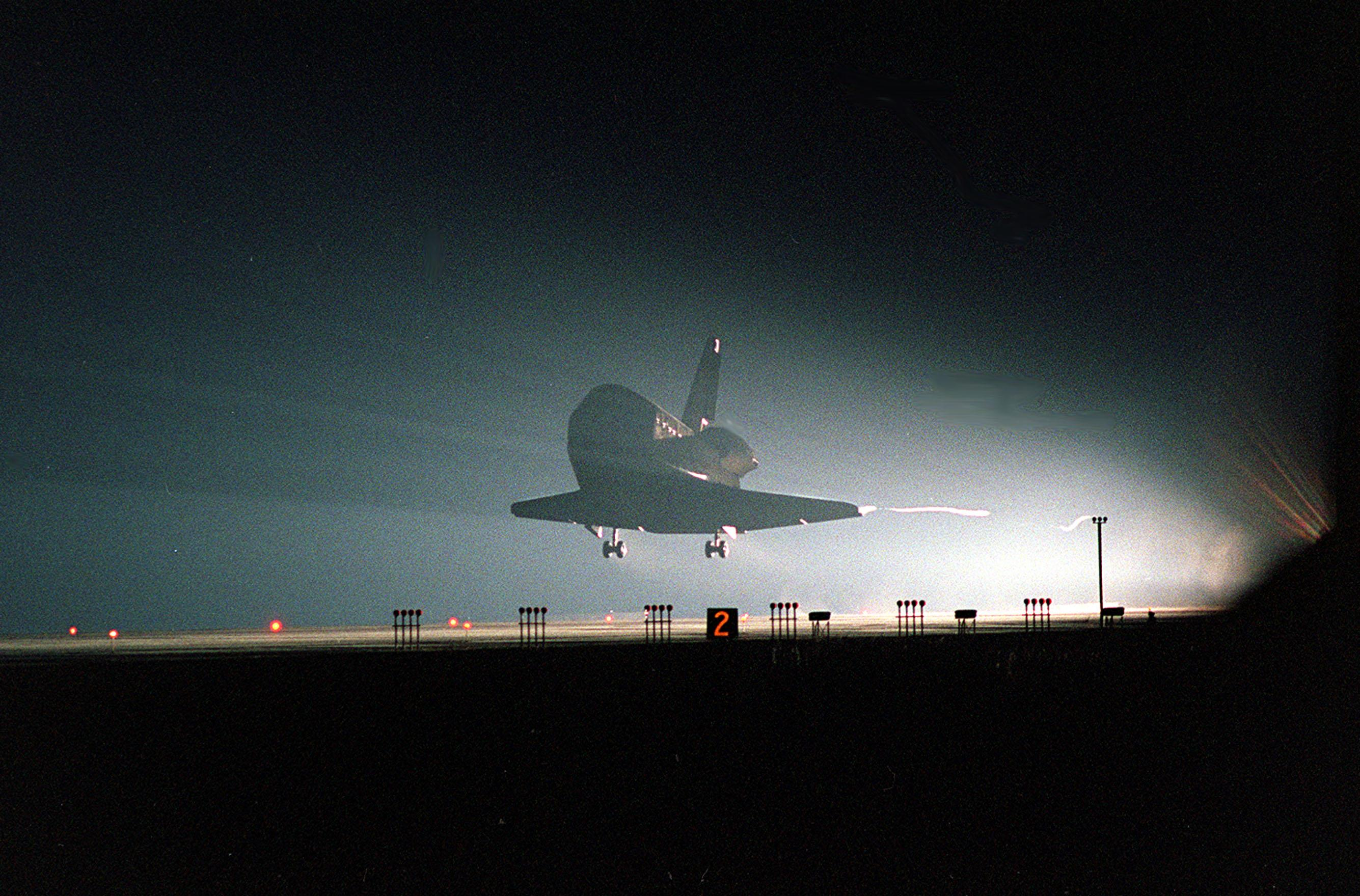
Landing

STS-51-J · STS-61-B · STS-27 · STS-30 · STS-34 · STS-36 · STS-38 · STS-37 · STS-43 · STS-44 · STS-45 · STS-46 · STS-66 · STS-71 · STS-74 · STS-76 · STS-79 · STS-81 · STS-84 · STS-86 · STS-101 · STS-106 · STS-98 · STS-104 · STS-110 · STS-112 · STS-115 · STS-117 · STS-122 · STS-125 · STS-129 · STS-132 · STS-135